# Притяженья больше нет
Притяженья больше нет — песня украинской группы «ВИА Гра», записанная с известным исполнителем поп-музыки Валерием Меладзе и выпущенная в качестве сингла в феврале 2004 года. В дальнейшем песня вошла в сборники песен «Бриллианты» «ВИА Гры», «Океан» и альбом «Нега» Валерия Меладзе.

## Предыстория и релиз
По словам автора песни Константина Меладзе, песня была написана им вследствие ощущения одиночества и отдалённости во время того, как в конце 2003 года его брат Валерий Меладзе уехал в длительные гастроли, а группа «ВИА Гра» отправились в промотур по Юго-Восточной Азии в поддержку альбома «Stop! Stop! Stop!». Песня была записана группой и Валерием по отдельности. В январе 2004 года на официальном сайте группы «ВИА Гра» появилась информация о съёмках клипа на новую композицию под рабочим названием «Сто шагов назад». Радиоротация песни началась в феврале, в том же месяце был выпущен клип.

## Музыка и лирика
Как объяснили девушки из группы «ВИА Гра», песня рассказывает о том моменте, когда в любви наступает период охлаждения, когда любящие друг друга люди ещё вместе, но чувства прошли. Константин Меладзе также добавил, что дополнительный смысл композиции в том, что после бурной публичной жизни творец чувствует себя одиноким и опустошённым.

## Видеоклип
«Притяженья больше нет» стал вторым и последним совместным клипом группы «ВИА Гра» с Валерием Меладзе после видеоклипа «Океан и три реки», ставшего хитом 2003 года. Также он стал последним клипом группы «ВИА Гра» в её «Золотом составе» — Анна Седокова, Вера Брежнева и Надежда Грановская. Режиссёр клипа (как и предыдущего) — Семён Горов, оператор — Алексей Степанов.
Для создания клипа понадобилось 3 съёмочных дня, 100 человек массовки, более 2,5 км плёнки и сложные устройства для смены декораций, воссоздающих райский сад и интерьеры комнат героев. Съёмки проходили в январе 2004 года на студии «Укртелефильм», после двухнедельного отпуска группы «ВИА Гра» от гастролей в поддержку альбомов «Биология» и «Stop! Stop! Stop!».
Солистки группы в клипе предстают в строгих чёрных платьях из дорогого шёлка специальной выделки и кружев ручной работы авторства стилиста Анжелы Лисицы. Валерий же появляется в привычном для него костюме-«двойке». Для того, чтобы проиллюстрировать ключевую фразу припева «притяженья больше нет», солисткам «ВИА Гры», Анне и Вере, пришлось в лёгких нежно-розовых накидках парить под потолком импровизированной комнаты.
Постановкой воздушных трюков занималась фирма, обслуживающая иллюзиониста Дэвида Копперфильда, что, по слухам, обошлось создателям клипа в несколько сотен тысяч долларов. Как рассказала Аня после съёмок сцены с полётом:
 Поначалу мне даже было интересно полетать, но когда из-под ног убрали стол, я перепугалась не на шутку! 

### Сюжет

«Золотой состав» группы «ВИА Гра» и Валерий Меладзе в клипе на песню «Притяженья больше нет». Сцена в райском саду

Клип начинается со сцены, где девушки и Валерий Меладзе, находясь на красной ковровой дорожке, окружённые фанатами, фотографами и журналистами, общаются с телекорреспонденткой. На её микрофоне изображён логотип музыкального канала «BIZ-TV», главой которого является продюсер группы, Дмитрий Костюк.
 Корреспондентка: Вы сейчас на вершине успеха. Что вы чувствуете на этой недостижимой высоте?
Валерий Меладзе: Главное, чтобы не закружилась голова.
Вера Брежнева: Ну и конечно, нужно стремиться выше.
Надежда Грановская: Это интрига, которая манит и манит.
Анна Седокова: Ну что ж, и ты никогда вообще не чувствуешь себя одиноким.
Начинается музыка (пока ещё проигрыш), и артисты идут дальше. В это время стрелки часов, висящих на стене в доме Валерия, начинают идти назад. Устав от гула фанатов и вспышек фотографов, девушки и Валерий закрывают глаза и опускают головы. Спящая в лёгкой розовой накидке Брежнева отрывается от кровати и взлетает, а вокруг неё — открытый космос.
В своей комнате Валерий начинает петь, бросая полученный на церемонии приз к множеству остальных. Одна из стен его комнаты, за которой райский сад, прозрачная и стеклянная, а перед ним (то есть Валерием) на подставке канва, где изображён этот самый сад. В другой комнате, где за окном другая часть того же сада, Грановская передвигает шахматные фигуры по доске и нажимает кнопку на шахматных часах. Однако второго игрока напротив неё нет.
В третьей комнате Седокова поёт, сидя на полу у закрытой двери и обхватив руками колени. В четвёртой комнате Брежнева набирает номер на телефоне, но слышит лишь гудки. Далее девушки и Меладзе поют в том самом райском саду, находящимся за окнами их комнат. Девушки кружатся вокруг Валерия, а позади на деревья падает снег.
Одна из девушек, чьё лицо мы не видим, идёт по комнате. С неё спадает платье, и она отрывается от земли. Стоя перед зеркалом, Седокова поёт, снимает с себя украшения и бросает их на пол. Грановская отпивает из стакана, опускает его и, вздохнув, отводит взгляд. К ногам Седоковой привязаны стоящие на полу гири, и она падает назад. Валерий берёт телевизор и разбивает стеклянную стену в сад. Седокова, Брежнева и Грановская кружатся по комнате вокруг стоящего на месте Валерия.
Затем Брежнева танцует в своей комнате и падает на пол без сил. Далее показана стоящая под душем Седокова, одетая в платье. Грановская лежит в постели с мужчиной, и они отворачиваются друг от друга. Закрыв глаза и раскинув руки, Седокова парит под потолком комнаты в розовой развевающейся накидке, произнося: «Притяженья больше нет».
В комнате Валерия дует ветер, и он идёт против него, выставив вперёд раскрытую ладонь. Две держащие друг друга кисти рук на фоне Млечного Пути размыкаются и исчезают.

## Признание
- Песня 9 недель подряд занимала 1 место чарта «Russia Top 100».
- По данным Tophit, сингл вошёл в пятёрку рекордсменов «по количеству звучания в российском радиоэфире с начала зимы 2003 года по конец лета 2004» с количеством 57 401 звучание[6].
- В 2007 году редакция музыкального журнала Play внесла песню в список «999 треков, без которых нельзя»[7][а 1].
- В 2010 году журнал «Афиша» включил композицию в список «100 песен 2000-х»[8][б 1].
- В 2010 году телеканал RU TV подводя итоги десятилетия в рамках передачи «Незабудки» поставил «Притяженья больше нет» на первое место среди музыкальных видеоклипов 2004 года[9].
- В 2011 году журнал «Огонёк» назвал «Притяженья больше нет» «лучшим синглом и клипом» группы «ВИА Гра», созданные «лучшим и самым сексапильным составом группы (Анна Седокова, Вера Брежнева, Надежда Грановская)».[10]
- В 2017 году[11] телеканал Муз-ТВ включил «Притяженья больше нет» в спецпроект «100 лучших клипов 00-х», в рамках которого знаковые видеоклипы десятилетия комментировали российские знаменитости и музыкальные критики[12][а 1].
- В 2020 году редакция сайта «Пятого канала» включила композицию в список лучших дуэтов звёзд российского шоу-бизнеса[13].

## Отзывы
В 2010 году журнал «Афиша» включил композицию в список «100 песен 2000-х», отметив «мелодический талант» Константина Меладзе, к которому добавилась метафизика — по мнению редакции, «Притяженья больше нет» является «редким примером поп-песни о смерти». Музыкальный критик Владимир Завьялов в 2019 году на сайте click-or-die.ru писал, что если в 2004 году казалось, что «Притяженья больше нет» это песня, «по накалу страстей уступающая выдающейся» «Океан и три реки», то спустя 15 лет «текст опутали новые смыслы», а сама композиция выглядит как «отповедь золотого состава лучшей постсоветской женской группы» и воспевает «химию, которая однажды случилась, и больше никогда не повторится», поскольку, по его мнению, группа ВИА Гра закончилась с уходом Анны Седоковой. В 2020 году Николай Овчинников из «Афиша Daily» включил «Притяженья больше нет» в список десяти лучших песен Валерия Меладзе, назвав композицию «идеальной балладой» и одной из лучших песен двухтысячных годов, а также предположив, что это последний «большой хит» Меладзе на момент выхода статьи.
Отзыв Александра Горбачёва из книги «Не надо стесняться. История постсоветской поп-музыки в 169 песнях»: «„Притяженья больше нет“, записанная с Валерием Меладзе и чем-то похожая на лучшие медленные вещи из его репертуара, — один из пиков „философского“ периода „ВИА Гры“ (ещё один случится в 2006-м, когда группа подряд выпустит „Обмани, но останься“, „Л.М.Л.“ и „Цветок и нож“). Как и многие великие песни, она как будто про всё важное сразу: и про любовь как случайную смерть, и про то, что даже самая роскошная жизнь в конечном счёте измеряется одиночеством».

## Награды
| Год  | Награда             | Категория                       | Результат |
| ---- | ------------------- | ------------------------------- | --------- |
| 2004 | «Золотой граммофон» | Статуэтка «Золотого граммофона» | Победа    |
| 2004 | «Песня года»        | Лауреаты фестиваля              | Победа    |
| 2004 | «RMA»               | Лучшая песня                    | Победа    |
| 2004 | «RMA»               | Лучший поп-проект               | Победа    |
| 2004 | «RMA»               | Лучшее видео                    | Номинация |
| 2005 | «Премия Муз-ТВ»     | Лучший дуэт                     | Победа    |
| 2005 | «ZD Awards»         | Клип года                       | Номинация |
| 2005 | «Рекордъ-2005»      | Отечественный радиохит          | Номинация |

## Участники записи
- Вокал: Анна Седокова, Валерий Меладзе, Надежда Грановская, Вера Брежнева
- Композитор и автор текста: Константин Меладзе
- Продюсер: Дмитрий Костюк
- Звукорежиссёр: Владимир Бебешко

## Чарты

### Еженедельные чарты
| Чарт (2004)      | Высшая позиция |
| ---------------- | -------------- |
| Россия (TopHit)  | 6              |
| СНГ (TopHit)     | 7              |
| Украина (TopHit) | 15             |

### Ежемесячные чарты
| Чарт (2004)      | Высшая позиция |
| ---------------- | -------------- |
| Россия (TopHit)  | 6              |
| СНГ (TopHit)     | 6              |
| Украина (TopHit) | 30             |

### Годовые чарты
| Чарт (2004)      | Позиция |
| ---------------- | ------- |
| Россия (TopHit)  | 75      |
| СНГ (TopHit)     | 89      |
| Украина (TopHit) | 193     |

## Версия Максима Фадеева
В 2018 году песню исполнили Максим Фадеев и группа Serebro. 27 ноября 2018 к каверу вышел музыкальный клип.